# HiSilicon Kirin 980
Il Kirin 980 è un system on a chip (SoC) a 64-bit basato su ARM prodotto da TSMC.

È un processore con processo a 7 nm ed è stato presentato per la prima volta il 31 agosto 2018.

## Caratteristiche
- Processo a 7 nm (in confronto al processo a 10 nm di Kirin 970);
- 6,9 miliardi di transistor (in confronto ai 5,5 miliardi di Kirin 970);

### CPU
La CPU (in architettura ARM) è dotata di:
- 2 Core (Cortex-A76) da 2,60 GHz che si attivano solo quando il processo richiede una alta capacità di elaborazione
- 2 Core (Cortex-A76) da 1,92 GHz per i processi che richiedono maggior carico
- 4 Core (Cortex-A55) da 1,80 GHz per gestire i processi meno onerosi

### GPU
La GPU (Mali-G76) è dotata di:
- 10 Core per elaborazioni grafiche
rispetto ai 12 Core di Kirin 970

### NPU
La NPU (acceleratore IA) è dotata di:
- 2 core in grado di riconoscere 4.500 immagini al minuto, rispetto alle 2.000 immagini al minuto del Kirin 970 che dispone di un core soltanto.

### RAM
La RAM (memoria ad accesso casuale) è di tipo LPDDR4X-4266, 2133 MHz di frequenza, 23,1 GB/sec HMB:
- 4 GB (Huawei Mate20)
- 6 GB (Huawei Mate20 Pro)

## Dispositivi predisposti
- Huawei P30
- Huawei P30 Pro
- Huawei Mate 20
- Huawei Mate 20 Pro
- Huawei Mate 20 X
- Huawei Mate 20 X 5G
- Huawei Mate 20 RS Porsche Design
- Huawei Nova 5T
- Honor Magic 2
- Honor View 20 / V20
- Huawei Mate X
- Honor 20
- Honor 20 Pro
- Huawei Mediapad M6 8.4
- Huawei Mediapad M6 10.8